# 일반 어레이 논리

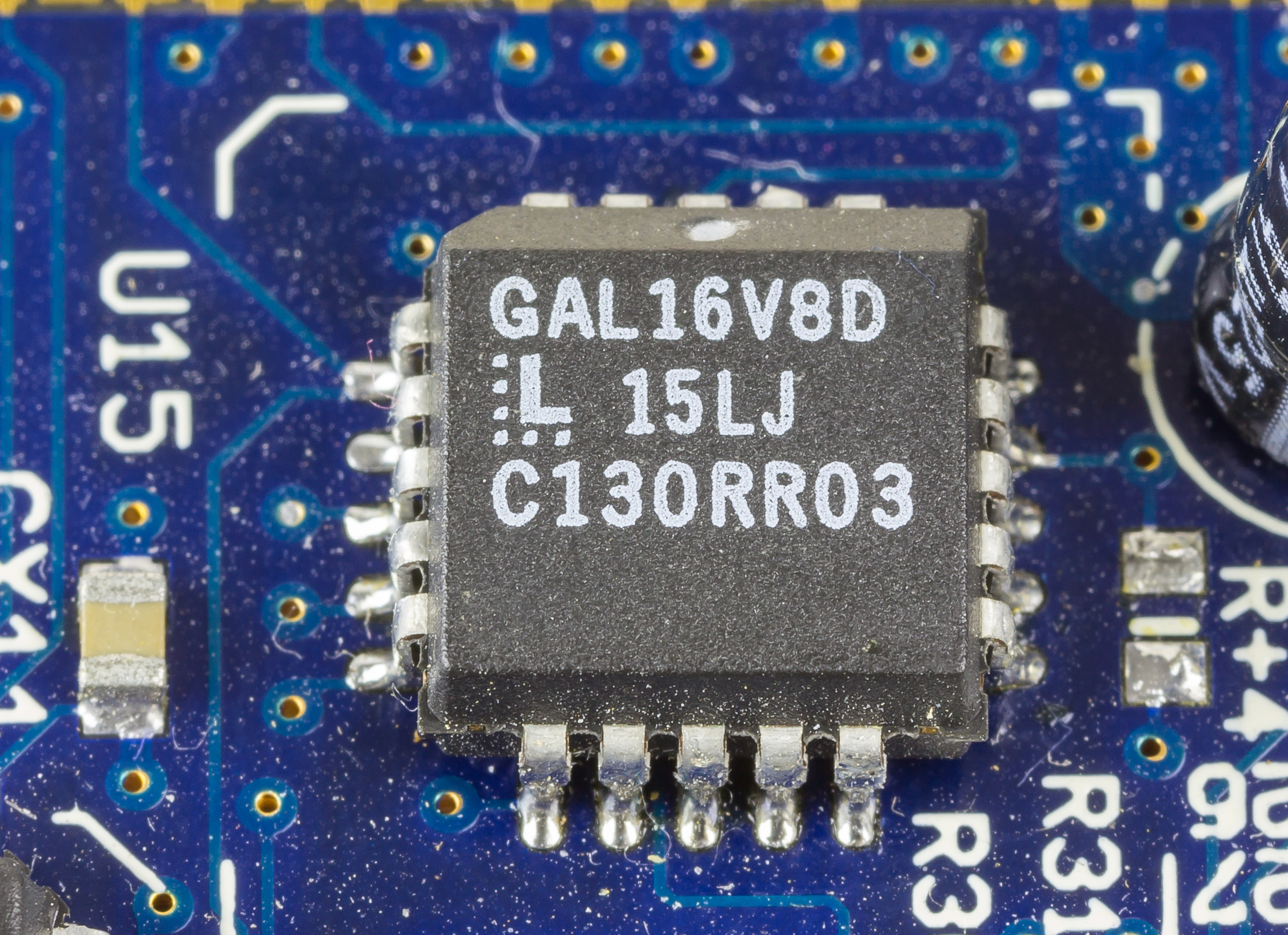
래티스 GAL16V8D-15LJ

일반 어레이 논리(generic array logic) 소자는 프로그래머블 어레이 논리 (PAL)의 혁신기술이고 래티스 세미컨덕터에 의하여 발명되었다. 흔히 GAL(한국어: 갈)이라고도 한다. 일반 어레이 논리는 프로그래머블 어레이 논리를 재프로그램되도록 향상시켜서 초기버전을 만들고 공학자가 설계를 쉽게 변경한다.

## 같이 보기
- 프로그래머블 논리 소자